# 龙眼 (电影)
《龙眼》（英語：Dragon Eyes，又译《龙之眼》）是黎烈弓和尚-克劳德·范·戴姆参与演出的一部美国动作电影作品，由約翰·海姆斯担任导演。
电影的DVD和Blu-ray版本于2012年4月9日同时发行。

## 剧情
讲述在新奥尔良，一些神秘的男子联合起来对抗腐败的执法官的故事。

## 演员
- 黎烈弓（Cung Le，又译康李）饰演洪瑞安（Ryan Hong）
- 尚-克劳德·范·戴姆（Jean-Claude Van Damme，又译尚格·云顿）饰演提亚诺（Tiano）
- 彼得·威勒（Peter Weller）饰演Mr. V
- 克里斯多福·范·瓦恩伯格（Kristopher Van Varenberg）饰演费尔德曼警官（Sgt. Feldman）
- 路易斯·达·希尔瓦（Luis Da Silva）饰演Dash
- 丹·亨德森（Dan Henderson）饰演打手警察（Beating Police Officer）
- 里奇·斯莱门提（Rich Clementi）饰演Devil Dog Gangster